# Citheronia equatorialis
Citheronia equatorialis är en fjärilsart som beskrevs av Eugène Louis Bouvier 1927. Citheronia equatorialis ingår i släktet Citheronia och familjen påfågelsspinnare. Inga underarter finns listade i Catalogue of Life.